# Убийство Кристин Смарт

Смарт в 1995 году

Кристин Дениз Смарт (англ. Kristin Denise Smart, 20 февраля 1977― 25 мая 1996) - американская студентка, которая была убита Полом Флоресом в конце первого курса в кампусе Калифорнийского политехнического университета в Сан-Луис-Обиспо.
25 мая 1996 года Смарт присутствовала на вечеринке другого студента Калифорнийского университета за пределами кампуса. Примерно в 2 часа ночи ее нашли без сознания на соседской лужайке, и двое студентов решили помочь ей дойти до ее комнаты в общежитии. Третий студент по имени Пол Флорес присоединился к группе, и из-за близости его общежития к общежитию Смарт сказал двум другим студентам, что доставит Кристин домой в целости и сохранности. Смарт больше никогда не видели, и поиски, проведенные после ее исчезновения, не дали никаких результатов.
Исчезновение Смарт привело к принятию Закона о безопасности кампуса Кристин Смарт, который требует, чтобы все государственные колледжи и финансируемые государством учебные заведения в Калифорнии заключали соглашения с местными полицейскими управлениями в отношении случаев, связанных с насилием в отношении студентов. Законопроект был единогласно принят законодательным собранием штата Калифорния и подписан губернатором Питом Уилсоном.
13 апреля 2021 года Флорес и его отец были арестованы и взяты под стражу по подозрению в исчезновении Смарт. В их домах были проведены обыски, и следователи обнаружили множество улик. Судебный процесс над ними начался в июле 2022 года. 18 октября 2022 года Пол Флорес был признан виновным в убийстве Кристин Смарт.

## Предыстория
Кристин Дениз Смарт родилась 20 февраля 1977 года в Аугсбурге, Бавария, Германия, в семье Стэна и Дениз Смарт, учителей детей американских военнослужащих. У нее были брат и сестра. Ребенком Смарт переехала со своей семьей в Стоктон, штат Калифорния. Она посещала и окончила среднюю школу Линкольна в Стоктоне в 1995 году. До своего исчезновения она работала спасателем и вожатым в лагере Мокулея на Гавайях.

## Исчезновение
В 1996 году Смарт поступила в Калифорнийский политехнический государственный университет Сан-Луис-Обиспо. В ночь на 25 мая 1996 года, которая пришлась на выходные в День поминовения, она присутствовала на вечеринке по случаю дня рождения, где она никого не знала. Ее друзья не хотели присутствовать на вечеринке, поэтому они высадили ее.
Примерно в 2 часа ночи Смарт была найдена без сознания на соседской лужайке двумя сокурсниками, Шерил Андерсон и Тимом Дэвисом, которые оба только что покинули вечеринку. Они помогли Смарт подняться на ноги и решили проводить ее обратно в соседнее общежитие. Другой студент с вечеринки, Пол Флорес, присоединился к их группе и предложил помочь им двоим проводить Смарт в ее комнату в общежитии.
Дэвис покинул группу первым, так как жил за пределами кампуса и приехал на вечеринку на машине. Андерсон была второй, кто покинул группу, направляясь в Сьерра-Мадре-Холл, после того, как Флорес, который жил ближе к общежитию Смарта, заверил Андерсон, что он может проводить ее туда. Флорес заявил полиции, что он проводил ее до своего общежития, Санта-Лючия-Холл, а затем позволил ей самой дойти до своего общежития в Мьюир-Холл. На момент исчезновения у Смарт не было ни денег, ни кредитных карточек.

## Официальное расследование
Полицейское управление университета первоначально подозревало, что Смарт отправилась в отпуск, как это было принято среди студентов во время каникул, и в результате не спешило сообщать о ней как о пропавшей без вести в местные правоохранительные органы. О ее исчезновении сообщили только через неделю, несмотря на то, что ее семья ранее обратилась в полицию.
Смарт искали несколько добровольцев. Некоторые из них передвигались верхом на лошадях, а некоторые использовали георадары.
Во время расследования убийства Лэйси Питерсон в средствах массовой информации появились необоснованные слухи о том, что муж Лэйси, Скотт Питерсон, имел какое-то отношение к исчезновению Смарт из-за их одновременного посещения кампуса Калифорнийского политехнического университета. Было проведено краткое первоначальное расследование того, был ли Питерсон связан с исчезновением, при этом Питерсон отрицал какую-либо причастность, и в конечном итоге полиция исключила его из списка подозреваемых.
Хотя ее тело так и не было обнаружено, серьга, которая могла принадлежать Смарт, была найдена арендатором в бывшем доме матери Пола Флореса. Эта серьга не была помечена как вещественное доказательство и с тех пор была утеряна полицией. В период с 1996 по 2007 год были проведены различные поиски ее останков и других улик, в некоторых из которых использовались собаки, обученные обнаруживать запах человеческих останков, включая обыски имущества, принадлежащего семье Флорес. В течение почти двух десятилетий не было найдено никаких полезных улик.
6 сентября 2016 года официальные лица из офиса шерифа округа Сан-Луис-Обиспо объявили, что расследуют новую зацепку в этом деле. Были привлечены собаки из ФБР, и следователи готовились потратить примерно четыре дня на раскопки в кампусе Калифорнийского университета. Через три дня предметы были найдены на всех трех раскопках, расположенных на одном и том же склоне холма рядом с общежитием Смарт. Представитель офиса шерифа сказал: Предметы анализируются, чтобы определить, связаны ли они с делом, которое может занять дни, недели или даже месяцы. Обнаруженные предметы все еще находились в стадии расследования по состоянию на 2020 год.
20 апреля 2021 года прокурор объявил, что, по их мнению, тело Кристин было похоронено под палубой дома Рубена Флореса, но недавно было вывезено. Биологические доказательства были обнаружены с помощью георадара и собак.

## Судебное разбирательство
Смарт была официально объявлена мертвой 25 мая 2002 года, в шестую годовщину ее исчезновения. В 2005 году ее родители, Дениз и Стэн Смарт, подали гражданский иск против Флореса. Семья Смарт была представлена адвокатом Джеймсом Мерфи на безвозмездной основе. Иск был отклонен из-за отсутствия доказательств после того, как Флорес сослался на Пятую поправку. В 2006 или 2007 году семья Флорес подала иск против семьи Смарт, но судебный процесс так и не вылился в судебное решение.
Офис шерифа округа Сан-Луис-Обиспо регулярно рассматривал это дело в период с 2011 по 2016 год. ФБР внесло ее в досье в качестве приоритетного лица, пропавшего без вести, с вознаграждением в размере 75 000 долларов за информацию о ее исчезновении. Терри Блэк, житель района Дельта, предложил награду в размере 100 000 долларов за тело Смарт.

## Освещение
Начиная с 30 сентября 2019 года музыкант Крис Ламберт выпустил серию из десяти эпизодов подкаста. В подкасте подробно рассказывается о вероятном похищении Кристин и последующей смерти от рук другого студента в кампусе Калифорнийского политехнического университета 23 года назад. Подкаст был скачан более 12 миллионов раз. Возобновившийся общественный интерес привел к тому, что в январе 2020 года в Арройо-Гранде был установлен новый рекламный щит взамен оригинального, который был установлен в 1997 году.
18 января 2020 года The Stockton Record сообщила, что ФБР проинформировало семью Смарт о том, что появятся дополнительные новости о ее исчезновении. 22 января 2020 года в Отчете было внесено исправление: ФБР не связывалось с семьей Смарт, скорее, источником совета был отставной агент ФБР, который поддерживал контакт с семьей в течение многих лет. 29 января 2020 года полицейское управление Сан-Луис-Обиспо подтвердило, что два грузовика, принадлежащие Флоресу, были изъяты в качестве улик. 5 февраля 2020 года были выданы ордера на обыск вещественных доказательств. Флорес был задержан во время обыска.

### Улики
22 апреля 2020 года газета Los Angeles Times сообщила, что в доме Пола Флореса в Сан-Педро, штат Калифорния, был выдан ордер на обыск. Департамент шерифа округа Лос-Анджелес помогал детективам из Департамента шерифа округа Сан-Луис-Обиспо в поисках. Сообщалось, что в ходе обыска были успешно обнаружены многочисленные улики. Среди предметов, найденных при обыске, были наркотики для изнасилования и домашние видеозаписи, на которых Флорес занимается содомией и насилует молодых женщин.
11 февраля 2021 года канал KSBY сообщил, что Пол Флорес был арестован полицейским управлением Лос-Анджелеса на ранчо Палос-Вердес за хранение огнестрельного оружия, что является тяжким преступлением. 15 марта 2021 года был выдан ордер на обыск дома Рубена Флореса, включая использование собак и георадаров. Фольксваген старой модели был отбуксирован от дома Рубена Флореса после того, как собаки обыскали автомобиль .

## Арест
13 апреля 2021 года Пол Флорес и его отец Рубен Флорес были взяты под стражу Департаментом шерифа округа Сан-Луис-Обиспо в связи с этим делом. Полу Флоресу было предъявлено обвинение в убийстве. Рубену Флоресу было предъявлено обвинение в соучастии. Позже расследование пришло к выводу, что Пол Флорес пытался изнасиловать Смарт, хотя Дэн Доу, окружной прокурор округа Сан-Луис-Обиспо, заявил, что срок давности по обвинению в сексуальном насилии истек, но убийство, совершенное в ходе изнасилования, или попытка изнасилования соответствуют обвинению в убийстве первой степени. В сентябре 2021 года судья постановил, что имеется достаточно доказательств вины для того, чтобы дело было передано в суд .
Судебный процесс должен был начаться 25 апреля 2022 года, но был отложен, так как ходатайство защиты об изменении места проведения было удовлетворено 30 марта 2022 года. Дело было передано в округ Монтерей, где его слушала судья Дженнифер О'Киф. Досудебные ходатайства были заслушаны 6 и 7 июня 2022 года, при этом некоторые решения были приняты, а другие отложены. Жителям округа было разослано более 1500 повесток в суд присяжных. Отбор присяжных начался 13 июня, а вступительные аргументы начались 18 июля. Ламберт почти еженедельно выпускал подкасты с кратким изложением хода дела.

## Вердикт
18 октября 2022 года отдельные присяжные, которые одновременно слушали дело в здании суда округа Монтерей, признали Пола Флореса виновным в убийстве первой степени, а отца Рубена Флореса невиновным в соучастии постфактум. Рубену Флоресу грозило максимальное наказание в виде трех лет тюремного заключения, а Полу Флоресу грозит от двадцати пяти лет до пожизненного заключения. Один из присяжных по делу Рубена Флореса сказал судье, что он обсуждал это дело со своим священником, поскольку оно вызвало у него стресс. Этот присяжный был уволен, а его заместитель приведен к присяге, в результате чего обсуждение началось заново. Приговор будет вынесен позже.